# Roboter
Ein Roboter ist eine technische Apparatur, die üblicherweise dazu dient, dem Menschen häufig wiederkehrende oder gefährliche mechanische Arbeit abzunehmen. Sie können sowohl ortsfeste als auch mobile Maschinen sein. Roboter werden von Computerprogrammen gesteuert.
Das Wort wurde 1920 vom Schriftsteller Karel Čapek geprägt. Seine Bedeutung hat sich aber im Laufe der Zeit gewandelt.

## Bezeichnung
Der Ursprung des Wortes Roboter liegt im tschechischen Wort robota, Robot, das mit ‚Frondienst‘ oder ‚Zwangsarbeit‘ übersetzt werden kann. Es geht wiederum wie das altkirchenslawische Wort rabota ‚Knechtschaft‘ auf urindogermanisch *orbh- (aktuellere Rekonstruktion *h₃erbʰ- ‚die Seite wechseln‘, *h₃órbʰos ‚Waise; Diener, Sklave, Arbeiter‘) zurück und ist damit mit dem deutschen ‚Arbeit‘ verwandt. Ähnlich gab es im Spätmittelhochdeutschen für einen ‚Arbeiter im Frondienst‘ den Begriff robāter, robatter.
Die Bezeichnung robot wurde 1920 von Josef Čapek, einem bedeutenden Literaten, geprägt, dessen Bruder Karel Čapek ursprünglich den Namen labori verwendet hatte, als er in seinem Theaterstück R.U.R. in Tanks gezüchtete menschenähnliche künstliche Arbeiter auftreten ließ, die dafür geschaffen worden sind, menschliche Arbeit zu übernehmen, und die dagegen revoltieren. Mit seinem Werk griff Čapek das klassische, ebenfalls in der Prager Literatur der jüdischen Mystik verbreitete Motiv des Golems auf. Čapeks Kunstgeschöpfe könnten als Androiden (künstliche Menschen) bezeichnet werden. Vor der Prägung des Wortes Roboter wurden solche Maschinen Automaten oder Halbautomaten genannt. Eines der ersten industriell hergestellten Produkte mit dem Namen Robot(er) war die Kamera Robot-1 von Otto Berning & Co. aus dem Jahre 1934.

## Definitionen
Während der Entwicklung von Handhabungsgeräten, die immer komplizierter wurden, kamen Entwickler auf die Idee, sie „Roboter“ zu nennen. Spätestens ab diesem Zeitpunkt wurde das Wort „Roboter“, welches ursprünglich nur für humanoide Roboter verwendet wurde, fast beliebig für verschiedene Geräte benutzt. Entsprechend unterschiedlich ist die Definition eines Roboters von Land zu Land. So kommt es, dass 1983 von Japan 47.000 dort installierte Roboter gemeldet wurden, von denen nach VDI-Richtlinie 2860 nicht einmal 3.000 als Roboter gegolten hätten.

### Definition nach VDI-Richtlinie 2860
„Industrieroboter sind universell einsetzbare Bewegungsautomaten mit mehreren Achsen, deren Bewegungen hinsichtlich Bewegungsfolge und Wegen bzw. Winkeln frei (d. h. ohne mechanischen bzw. menschlichen Eingriff) programmierbar und gegebenenfalls sensorgeführt sind. Sie sind mit Greifern, Werkzeugen oder anderen Fertigungsmitteln ausrüstbar und können Handhabungs- und/oder Fertigungsaufgaben ausführen.“

### Definition nach Robotic Industries Association
“A robot is a reprogrammable, multifunctional manipulator designed to move material, parts, tools or specialized devices through variable programmed motions for the performance of a variety of tasks”

„Ein Roboter ist ein programmierbares Mehrzweck-Handhabungsgerät für das Bewegen von Material, Werkstücken, Werkzeugen oder Spezialgeräten. Der frei programmierbare Bewegungsablauf macht ihn für verschiedenste Aufgaben einsetzbar.“

Aktueller ist die Auffassung, dass man unter einem Roboter ein Gerät versteht, das mindestens über drei frei bewegliche Achsen verfügt.

### Definition nach JARA
Die Japan Robot Association gibt die folgenden Merkmale vor:
- Manual Manipulator: Handhabungsgerät, das kein Programm hat, sondern direkt vom Bediener geführt wird,
- Fixed Sequence Robot: Handhabungsgerät, das wiederholt nach einem konstanten Bewegungsmuster arbeitet. Das Ändern des Bewegungsmusters ist relativ aufwendig,
- Variable Sequence Robot: Handhabungsgerät, wie vorher beschrieben, jedoch mit der Möglichkeit, den Bewegungsablauf schnell und problemlos zu ändern,
- Playback Robot: Der Bewegungsablauf wird diesem Gerät einmal durch den Bediener vorgeführt und dabei im Programmspeicher gespeichert. Mit der im Speicher enthaltenen Information kann der Bewegungsablauf beliebig wiederholt werden,
- Numerical Control Robot: Dieses Handhabungsgerät arbeitet ähnlich wie eine NC-gesteuerte Maschine. Die Information über den Bewegungsablauf wird dem Gerät über Taster, Schalter oder Datenträger zahlenmäßig eingegeben,
- Intelligent Robot: Diese höchste Roboterklasse ist für Geräte gedacht, die über verschiedene Sensoren verfügen und damit in der Lage sind, den Programmablauf selbsttätig den Veränderungen des Werkstücks und der Umwelt anzupassen.

## Kulturgeschichte
In der Literatur und anderen Medien wird der Roboter vor allem als „Maschinenmensch“ thematisiert beziehungsweise als autonomes Maschinenwesen, das dem Menschen als Helfer oder aber als Bedrohung gegenübersteht. Der im allgemeinen Sprachgebrauch verwurzelte Begriff Roboter entstammt ursprünglich dem 1920 veröffentlichtem Theaterstück R.U.R. von Karel Čapek und ist ein Beispiel für die Wechselwirkung zwischen der Fiktion und dem realen Fortschritt der Technik. Roboter treten bereits in der Frühzeit des Films auf und sind, in unterschiedlichster Gestalt, ein wiederkehrendes Thema der Science-Fiction.

## Robotik
Durch die häufige Thematisierung von Robotern in Film und Literatur wurde auch die Wissenschaft aufmerksam auf diese Art der Maschinen. Das wissenschaftliche Gebiet, das sich mit der Konstruktion von Robotern beschäftigt, heißt Robotik. Der Begriff wurde 1942 von Isaac Asimov in seiner Kurzgeschichte Runaround erstmals erwähnt. Ein allgemeines theoretisches wissenschaftliches Gebiet, welches sich mit Robotern beschäftigt, gibt es nicht. Sie sind meist Teilgebiete der Elektrotechnik, Informatik, Mechatronik oder des Maschinenbaus.
Bereits 2004 waren zwei Millionen Roboter aller Art im Einsatz. Im Jahr 2022 gab es schon allein 3,9 Millionen Industrieroboter, laut Erhebungen des Robotikverbandes International Federation of Robotics. Die Roboterdichte hat sich laut dieser Quelle innerhalb von 6 Jahren auf 151 je 10.000 Arbeiter verdoppelt. In Deutschland lag dieser Wert bei 415 und wurde lediglich von Südkorea und Singapur übertroffen.

### Technische Grundlagen
Technisch realisiert werden Roboter hauptsächlich im Zusammenspiel der Disziplinen Mechanik, Elektrotechnik und Informatik. Inzwischen hat sich aus der Verbindung dieser drei Disziplinen die Mechatronik entwickelt. Um autonome Systeme zu entwickeln, die eine gewisse Eigenständigkeit (beispielsweise beim Pathfinding) aufweisen, werden immer mehr wissenschaftliche Disziplinen in die Robotik eingebunden. Hier liegt ein Schwerpunkt der Verbindung von Konzepten der Künstlichen Intelligenz oder der Neuroinformatik und ihrer biologischen Vorbilder (Biologische Kybernetik). Aus der Verbindung von Biologie und Technik entstand wiederum die Bionik.
Wichtigste Bestandteile eines Roboters sind die Sensoren zur Erfassung der Umwelt und der Achspositionen, die Aktoren zum Agieren innerhalb der erfassten Umgebung, die Robotersteuerung und das mechanische Gestell inklusive der Getriebe. Ein Roboter muss nicht unbedingt vollständig autonom handeln können. Darum unterscheidet man autonome und ferngesteuerte Roboter.

#### Roboterkinematiken
Der mechanische Aufbau eines Roboters wird mit Hilfe der Kinematik beschrieben. Dabei sind folgende Kriterien von Bedeutung:
- Bewegungsform der Achsen
- Anzahl und Anordnung der Achsen
- Formen des Arbeitsraumes (kartesisch, zylindrisch, kugelig)

Außerdem wird unterschieden in offene Kinematiken und geschlossene Kinematiken. Eine offene Kinematik ist dadurch gekennzeichnet, dass alle Achsen der kinematischen Kette hintereinander liegen, so wie an einem menschlichen Arm. Es ist also nicht jedes Glied der Kette mit zwei anderen Gliedern verbunden. In einer geschlossenen Kinematik hingegen ist jedes Glied mit mindestens zwei anderen Gliedern verbunden (Beispiel: Hexapodroboter).
Die Begriffe Vorwärtskinematik und Inverse Kinematik (auch Rückwärtskinematik) bezeichnen die mathematische Modellierung der Bewegung von Robotersystemen. In der Vorwärtskinematik werden für jedes Gelenk der kinematischen Kette Einstellparameter vorgegeben (je nach Gelenktyp Winkel oder Strecken) und die daraus resultierende Position und Orientierung des Endeffektors im Raum wird berechnet. Bei der Rückwärtskinematik werden dagegen Position und Orientierung des Endeffektors vorgegeben und die erforderlichen Einstellparameter der Gelenke werden berechnet (Vorwärts- und Rückwärtstransformation).

##### Bewegungsform der Achsen
Hier wird zwischen translatorischen und rotatorischen Achsen unterschieden.

##### Anzahl und Anordnung der Achsen
Zur Beschreibung von Robotern wird sowohl die Anzahl als auch Anordnung der Achsen herangezogen. Hierbei sind die Reihenfolge und die Lage der Achsen zu berücksichtigen. Diese können im Falle einer seriellen (offenen) Kinematik wie mit der so genannten Denavit-Hartenberg-Transformation beschrieben werden.

##### Formen des Arbeitsraumes
Obige Kriterien in Verbindung mit den Abständen der Achsen zueinander oder deren „Verfahrwege“ ergeben die Form und Größe des Arbeitsraumes eines Roboters. Gebräuchliche Arbeitsräume sind: Kubus, Zylinder, Kugel oder Quader.

#### Mathematik und Roboter

##### Häufig verwendete Koordinatensysteme bei Industrierobotern
Die wichtigsten Koordinatensysteme (Abk. KOS) bei Robotern sind
- das Basis- oder Welt-KOS, das sich in der Regel im Roboterfuß befindet,
- das Tool-KOS, das sich im Roboterflansch befindet. Bezüglich dieses KOS ist der Tool Center Point (Abk. TCP) einzumessen, der den Arbeitspunkt des montierten Tools beschreibt. Der TCP kann in der Regel aus den CAD-Daten übernommen werden oder wird mit Hilfe des Roboters durch Messfahrten ermittelt,
- das Werkstück-KOS, das die Lage des Prozesses oder Werkstückes beschreibt und es festlegt oder einmisst. Die Positionen, die der Roboter anfährt, werden in der Regel in diesem KOS beschrieben. Der Vorteil eines Werkstückkoordinatensystems zeigt sich bei Änderungen der Anlage, da damit eine Wiederinbetriebnahme einfach durch Einmessung des Werkstück-KOS deutlich erleichtert wird. Zur Vermessung des Werkstück-KOS stehen meistens Routinen von den Roboterherstellern zur Verfügung. Grundsätzlich wird dabei in der Regel durch drei Punkte eine Ebene beschrieben.

##### Mathematische Beschreibung von Robotern
Um Roboter in Bewegung setzen zu können, müssen sie mathematisch beschrieben werden. Dies geschieht durch Transformationen (siehe auch Koordinatentransformation). Dabei beschreibt die Transformation T die Lage eines Koordinatensystems in Relation zu einem Bezugskoordinatensystem. Da sich die Lage des KOS im allgemeinen Fall sowohl durch Verdrehungen als auch durch Translation ergeben kann, sind zur Berechnung ein rotatorischer – die Vektoren A, B und C als Einheitsvektoren – und auch ein translatorischer Anteil P, eine Verschiebung, notwendig.
Mathematisch wird somit der dreidimensionale, rotatorische Anteil ergänzt um eine weitere Dimension, einen Vektor, die kombiniert zu folgender homogenen 4 × 4 – Matrix führen:
{\displaystyle T={\begin{pmatrix}Ax&Bx&Cx&Px\\Ay&By&Cy&Py\\Az&Bz&Cz&Pz\\0&0&0&1\end{pmatrix}}}
Wird nun jeder Achse ein Koordinatensystem beispielsweise entsprechend der Denavit-Hartenberg-Transformation zugeordnet, ist man in der Lage, die Position beliebig vieler, aufeinander folgender Achsen zu berechnen. Praktisch lässt sich bereits die Berechnung von sechs Achsen nur mit einem erheblichen Schreibaufwand realisieren. Um nur eine Pose (Position und Orientierung) zu berechnen, kann daher ein Hilfsmittel wie eine Tabellenkalkulation hilfreich sein. Ist die Berechnung mehrerer Posen notwendig, empfiehlt es sich, auf entsprechende mathematisch orientierte Softwareprodukte wie Matlab oder auf FreeMat zurückzugreifen.

##### Direkte Kinematik
Die direkte Kinematik wird verwendet, um aus den gegebenen Achswinkeln, also den Verschiebungen der Gelenke eines Roboters, die kartesischen Koordinaten und die Orientierung des TCPs zu ermitteln. Sind die Denavit-Hartenberg-Parameter ({\displaystyle \theta ,d,a,\alpha }) bekannt, so kann mit
{\displaystyle T={\begin{pmatrix}\cos \theta &-\sin \theta \cos \alpha &\sin \theta \sin \alpha &a\cos \theta \\\sin \theta &\cos \theta \cos \alpha &-\cos \theta \sin \alpha &a\sin \theta \\0&\sin \alpha &\cos \alpha &d\\0&0&0&1\end{pmatrix}}}
die Transformation zwischen zwei Achsen bestimmt werden. Verallgemeinert ergibt sich:
{\displaystyle {}^{n-1}T_{n}={\begin{pmatrix}\cos \theta _{n}&-\sin \theta _{n}\cos \alpha _{n}&\sin \theta _{n}\sin \alpha _{n}&a_{n}\cos \theta _{n}\\\sin \theta _{n}&\cos \theta _{n}\cos \alpha _{n}&-\cos \theta _{n}\sin \alpha _{n}&a_{n}\sin \theta _{n}\\0&\sin \alpha _{n}&\cos \alpha _{n}&d_{n}\\0&0&0&1\end{pmatrix}}.}
Für Industrieroboter mit den üblichen sechs Achsen ist diese Transformation somit fünfmal durchzuführen. Um einen TCP zu berücksichtigen, wird eine weitere Transformation angefügt. Bei der Vorwärtstransformation ergibt sich somit für einen sechsachsigen Roboter mit Tool
{\displaystyle T=T_{1}T_{2}T_{3}T_{4}T_{5}T_{tcp}.}
Damit kann nun die Position und Orientierung des TCPs bezogen auf den Roboterfuß berechnet werden. Darüber hinaus ist diese Berechnung auch für Roboter mit mehr als sechs Achsen eindeutig.

##### Inverse Kinematik
Die so genannte Inverse Kinematik wird eingesetzt, um bei vorgegebener Position und Orientierung des TCP zu berechnen, welche Gelenkparameter (Winkel oder Verschiebung) in den einzelnen Gliedern eingestellt werden müssen, um dieses Ziel zu erreichen. Sie ist somit die Umkehrung der Vorwärtstransformation. Grundsätzlich gibt es zwei Lösungsansätze, einen geometrischen und einen analytischen.

#### Roboterauswahl
Bei der Wahl eines Roboters sind verschiedene Kriterien von Bedeutung: Traglast, deren Schwerpunkt und Eigenträgheit, der Arbeitsbereich, in dem der Prozess stattfinden soll, die Prozessgeschwindigkeit oder die Zykluszeit und die Genauigkeit des Roboters. Letztere wird auf der Basis der ISO 9283 ermittelt. Dabei wird im Wesentlichen zwischen der Genauigkeit der Position (hier wird auch von Pose gesprochen) und der Bahngenauigkeit unterschieden. Für die Pose wie auch für die Bahn wird in der Regel sowohl die so genannte Absolut- als auch die Wiederholgenauigkeit ermittelt. Dabei spiegelt die Absolutgenauigkeit den Unterschied zwischen der tatsächlichen und der theoretischen, der programmierten, Pose oder Bahn wider. Hingegen ergibt sich die Wiederholgenauigkeit aus mehreren Fahrten oder Messungen des Roboters auf theoretisch die gleiche Position oder Bahn. Sie ist somit ein Maß für die Streuung, die bei den meisten praktischen Anwendungen von größerer Bedeutung ist als die Absolutgenauigkeit. Im Übrigen kann die Absolutgenauigkeit eines Roboters durch eine Roboterkalibrierung verbessert werden, hingegen ergibt sich die Wiederholgenauigkeit im Wesentlichen aus dem Getriebespiel und kann somit softwaretechnisch praktisch nicht kompensiert werden.

## Roboterarten

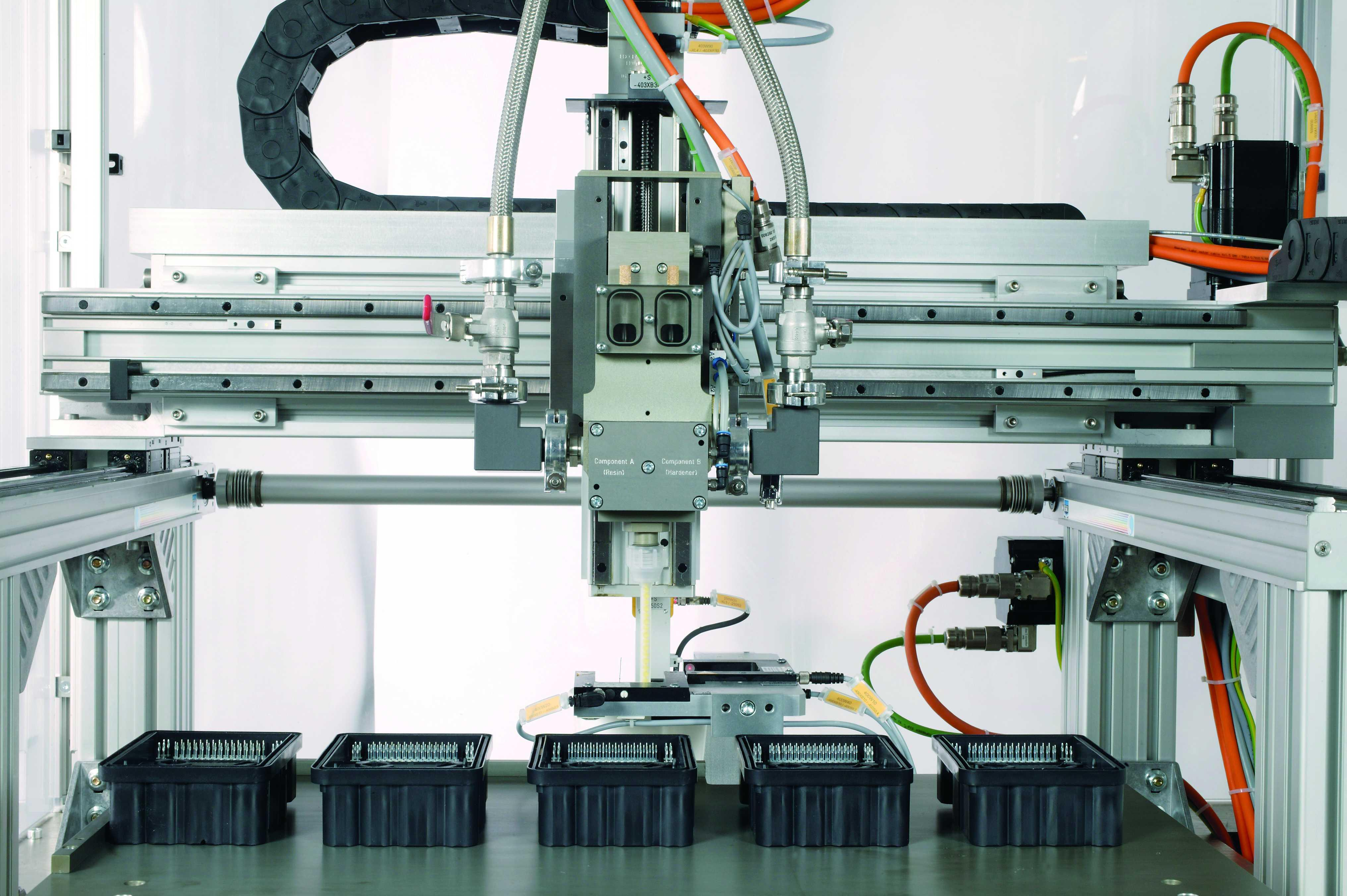
Portalroboter mit Linearführungen

Der Begriff „Roboter“ beschreibt ein weitgefächertes Gebiet, weshalb man Roboter in viele Kategorien einordnet. Einige davon sind:
nach Konstruktionsweise
- autonome mobile Roboter
- Beam
- humanoide Roboter
- kognitive Roboter
- Laufroboter
- Portalroboter

nach Verwendungszweck
- Erkundungsroboter
- Industrieroboter
- Medizinroboter
- Personal Robot
- Serviceroboter
- Spielzeugroboter
- Transportroboter[12]

nach angestrebter Verbesserung herkömmlicher Arbeitsweisen
- Effizienz: Roboter sind in der Lage, Aufgaben schneller und kontinuierlicher auszuführen, was zu einer Steigerung der Produktionsgeschwindigkeit und -qualität führt.
- Präzision: Roboter sind in der Lage, sehr präzise und wiederholbar zu arbeiten, was zu konsistenteren Ergebnissen führt.
- Sicherheit: Roboter sind in der Lage, gefährliche oder risikoreiche Aufgaben in gefährlichen Umgebungen auszuführen, wodurch Menschen geschützt werden.
- Kosteneinsparungen: Der Einsatz von Robotern reduziert die Kosten für manuelle Arbeit und gleicht Wartungskosten durch höhere Effizienz aus.
- Arbeitsentlastung: Roboter übernehmen repetitive, ermüdende oder monotone Aufgaben, wodurch Menschen komplexere Aufgaben übernehmen können.[13]

### Autonome mobile Roboter

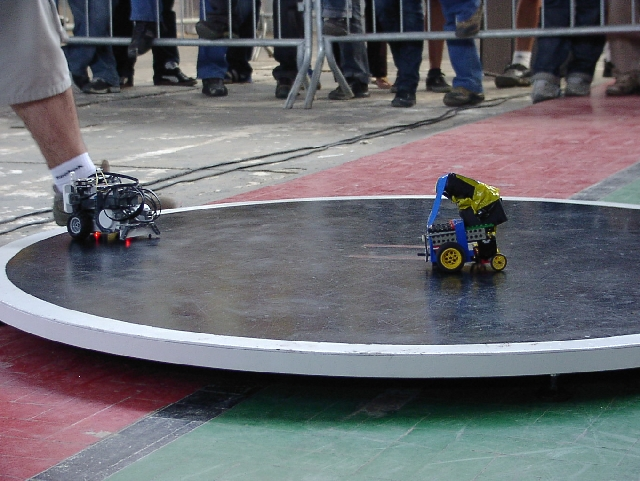
Robotersumo

Autonome mobile Roboter (AMR) bewegen sich selbstständig und erledigen ohne menschliche Hilfe eine Aufgabe. Der Bau von autonomen, mobilen Robotern ist ein beliebtes Teilgebiet der Hobbyelektronik. Typische Funktionen von solchen Robotern sind z. B.: einer Linie auf dem Boden folgen, Hindernissen ausweichen, Robotersumo oder einer Lichtquelle folgen. Für einige dieser Roboterarten gibt es Wettkämpfe. Der Bau von autonomen, mobilen Robotern wird auch von Schülern als Abschlussarbeit gewählt. Bereits im Kindesalter lassen sich solche Roboter mit Bausätzen wie z. B. mit Lego Mindstorms bauen.
Mit Compressorhead existiert eine komplett aus Robotern bestehende Rockband, die verschiedene bekannte Metal- und Punksongs covert.
Mittlerweile werden autonome mobile Roboter auch in Lager- und Logistikunternehmen (z. B. Amazonlager), sowie in Gesundheitseinrichtungen und der Agrarbranche genutzt. Dadurch, dass sie ihren Pfad auf Basis ihrer Umwelt (wie Hindernisse oder andere AMRs) bestimmen, können sie gesundheitsschädliche Arbeit übernehmen, wie zum Beispiel das Transportieren von schweren Paketen oder von toxischen Stoffen. Im Agrarwesen werden AMRs für das Bestellen von Feldern, das Ausbringen von Insektenvernichtungsmitteln/Dünger/Kalk/Saatgut oder das Ernten genutzt. Dabei kann man moderne Agrarmaschinen autonom betreiben und über GPS eine automatisch generierte Fahrroute abfahren lassen oder komplett autonome Traktoren die gleiche Aufgabe übernehmen lassen. Dafür muss der Anwender die Maschine zum jeweiligen, zuvor einmalig gescannten Feld bringen und mit einer Fernbedienung zur Startposition fahren.

### Automatisch gesteuerte Fahrzeuge
Automatisch gesteuerte Fahrzeuge (AGV) stellen die Vorstufe von autonomen mobilen Robotern dar und können einfache Aufgaben in Lager- und Transportangelegenheiten bewältigen. Dabei ist es wichtig, dass die Transportwege immer die gleichen sind und keine neuen Hindernisse sich auf ihrer Spur befinden, denn jede Änderung ist kostspielig und zeitaufwendig, da sie einen menschlichen Eingriff fordert.

### Humanoide Roboter

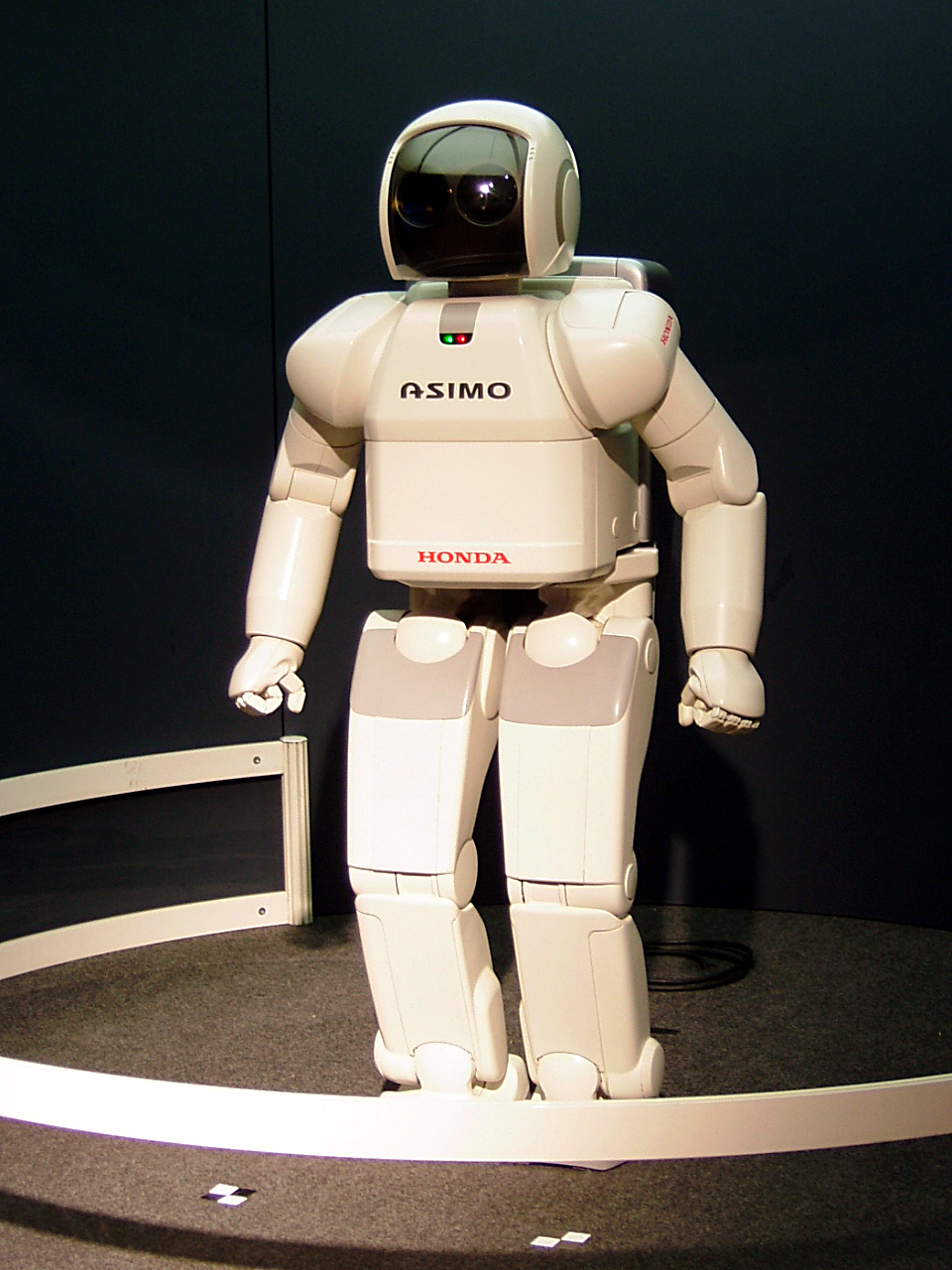
Humanoider Roboter ASIMO

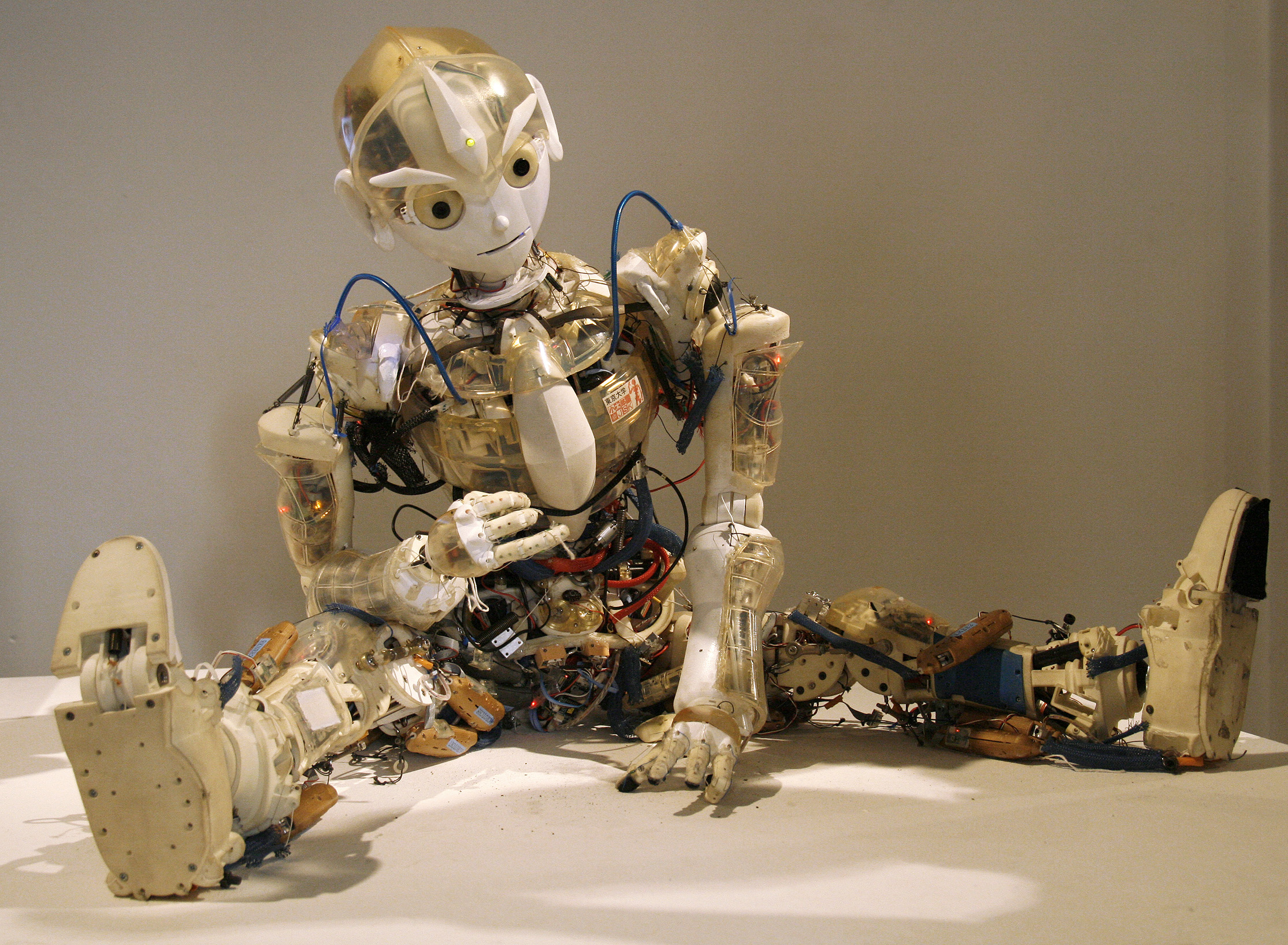
Humanoider Roboter Kotarō

Das Bild des humanoiden Roboters in der Literatur wurde, wie bereits erwähnt, maßgeblich durch die Erzählungen Isaac Asimovs in den 1940er Jahren geprägt. Humanoide Roboter waren lange Zeit technisch nicht realisierbar. Für die Entwicklung humanoider Roboter müssen viele wichtige Probleme gelöst werden. Sie sollen autonom in ihrer Umwelt reagieren und möglichst auch interagieren können, wobei ihre Mobilität durch zwei Beine als Fortbewegungsmittel beschränkt ist. Außerdem sollen sie durch zwei künstliche Arme und Hände Arbeiten verrichten können. Seit 2000 (ASIMO von Honda) scheinen die grundlegenden Probleme gelöst. Inzwischen werden regelmäßig neue Entwicklungen in diesem Bereich vorgestellt (siehe z. B. Atlas).
Die meisten Humanoiden gehören zur Gattung der Laufroboter, während einige Systeme auch mit einer mobilen Basis auf Rädern ausgestattet sind.

### Industrieroboter

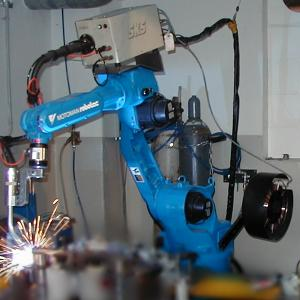
Industrieroboter

1954 meldete George Devol erstmals ein Patent für Industrieroboter an. Heutige Industrieroboter sind in der Regel nicht mobil. Grundsätzlich sind sie vielseitig einsetzbar, jedoch in Verbindung mit dem eingesetzten Werkzeug sind sie speziell auf ein oder wenige Einsatzgebiete festgelegt. Dabei wird das Werkzeug am Flansch des Roboters in der Regel fest montiert und ist im einfachsten Fall ein Greifer, der den Roboter für Handlingaufgaben prädestiniert. Soll der Roboter vielseitiger eingesetzt werden, so kommen Kupplungen zum Einsatz, die einen Tausch des Werkzeuges auch während des Betriebes ermöglichen.
1961 wurden sie erstmals bei General Motors in Produktionslinien eingesetzt. In Deutschland wurden Industrieroboter, beispielsweise für Schweißarbeiten in der Automobilindustrie, seit etwa 1970 eingesetzt. Weitere Einsatzgebiete für Industrieroboter sind Handling, Palettieren, Bestücken, Fügen, Montieren, Kleben, Punkt- und Bahnschweißen und auch Messaufgaben.
Durch die Vielseitigkeit von Industrierobotern sind diese am weitesten verbreitet. Zu den Industrierobotern zählen auch die so genannten Portalroboter, die beispielsweise bei der Produktion von Wafern, in Vergussanlagen oder in der Messtechnik als Koordinatenmessgerät eingesetzt werden. Es werden auch viele Handlingaufgaben durch Industrieroboter ausgeführt.

### Medizinroboter
Medizinische Robotik kann neben Vernetzung und Künstliche Intelligenz in der Medizin als dritte große Säule der Digitalen Medizin angesehen werden: Medizinroboter werden mittlerweile in verschiedenen Bereichen der Medizin eingesetzt wie unter anderem in der Diagnostik, der Chirurgie und der Pflege. Die bekanntesten kommerziellen Vertreter sind das Da-Vinci-Operationssystem (Intuitive Surgical, Sunnyvale, CA, USA), der Artis Zeego (Siemens Healthcare, Erlangen, Deutschland) und der Care-O-bot (Fraunhofer IPA, Stuttgart, Deutschland; nicht kommerziell erhältlich). Daneben gibt es eine große Zahl an wissenschaftlichen medizinischen Robotersystemen in der Forschung.
Ein am Caltech entwickelter miniaturisierter – mittels Zwei-Photonen-Polymerisations-Lithographie konstruierter – Robotertyp ermöglicht es, Wirkstoffe gezielt an Krankheitsherde im Körperinneren zu platzieren. Die bioresorbierbaren akustischen Mikroroboter (BAM) überdauern die Passage durch Körperflüssigkeiten wie Magensäure oder Blut; sie können präzise zum Tumor gesteuert werden und die Medikamentenfracht zielgenau freisetzen.
Ein zunehmend beachtetes Anwendungsfeld medizinischer Robotik ist auch in China zu beobachten, wo humanoide Roboter verstärkt in realen Versorgungsszenarien erprobt werden. In Ausstellungen, etwa im Hightech-Bezirk Yizhuang in Peking, werden Systeme wie "GalBot" präsentiert, die eine automatisierte Medikamentenausgabe in Apotheken ermöglichen. Im Bereich der Zahnmedizin setzt der Roboter „YakeBot“ an Modellen Implantate ein. Ziel dieser Entwicklungen ist es, den Zugang zu medizinischen Leistungen zu verbessern und die Effizienz bei Routineeingriffen zu steigern. Der technologische Fortschritt wird durch staatliche Programme aktiv gefördert; derzeit befinden sich zahlreiche Pilotprojekte in der Umsetzung. Diese verfolgen das Ziel, humanoide Robotik in alltägliche Anwendungskontexte zu integrieren – mit Einsatzgebieten, die von der chirurgischen Assistenz bis hin zur automatisierten Medikamentenlogistik reichen.

### Kollaborative Roboter
Oft sind Medizinroboter Kollaborative Roboter (Cobots). Sie werden so entwickelt, dass sie den Menschen unterstützen und in gegebenen, für Menschen konzipierten Räumlichkeiten arbeiten können. Dabei stehen sie in direktem Kontakt mit den Arbeitern, so können zum Beispiel Be- und Entladearbeiten vereinfacht und effizienter gestaltet werden. Außerdem sind die Roboter oft mobil und leicht, sodass sie von einem Arbeiter bequem verschoben werden und flexibel verwendet werden können. Auch die vergleichsweise leichte Programmierung macht das Einbinden der Maschinen in schon vorhandene Arbeitsvorgänge leichter.
Ein Beispiel dafür ist das Projekt der Technischen Hochschule Nürnberg (geleitet von Michael Koch) namens „RobotByVR“. Dabei führt ein Mensch die Bewegung aus, die der Roboter dann selbst durchführen soll. Der Mensch trägt dabei eine VR-Brille (Virtual-Reality-Brille) und hat einen Controller am nachzuahmenden Arm. Somit soll Firmen eine einfachere Implementierung von Cobots ermöglicht werden.

### Serviceroboter

#### Serviceroboter für Privatpersonen

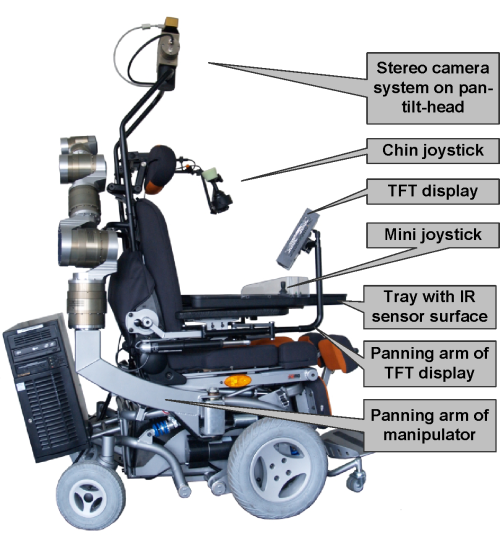
Assistenzroboter FRIEND

Serviceroboter verrichten selbständig Arbeiten im Haushalt. Bekannte Anwendungen umfassen:
- Staubsaugerroboter, beispielsweise von Electrolux, Siemens oder iRobot
- Bodenwischroboter
- Rasenmähroboter
- Fensterreinigungsroboter
- Assistenzroboter bzw. AAL-Roboter (Ambient Assisted Living), beispielsweise der Assistenzroboter FRIEND, der am Institut für Automatisierungstechnik der Universität Bremen entwickelt wurde und behinderte und ältere Personen bei den Aktivitäten des täglichen Lebens unterstützen und ihnen eine Reintegration ins Berufsleben ermöglichen soll, oder Care-O-bot.
- Mobilisse, Sprachgesteuerter Auskunfts- und Serviceroboter im Verkehrsumfeld die z. B. für mobilitätseingeschränkte Reisende einfache Handgriffe erledigen und schwere Lasten abnehmen (Information, Wegeleitung, Gepäcktransport, Einstiegshilfe).

#### Professionelle Serviceroboter
Professionelle Serviceroboter erbringen Dienstleistungen für Menschen außerhalb des Haushalts. Eine professionelle Anwendung wurde z. B. im Umweltbereich im Forschungsvorhaben PV-Servitor erforscht. Als professioneller Service wurde die automatische Reinigung und Inspektion großflächiger Photovoltaik Freilandanlagen in Europa untersucht.
- Serviceroboter zur Reinigung und Inspektion von Solarkraftwerken

### Spielzeugroboter

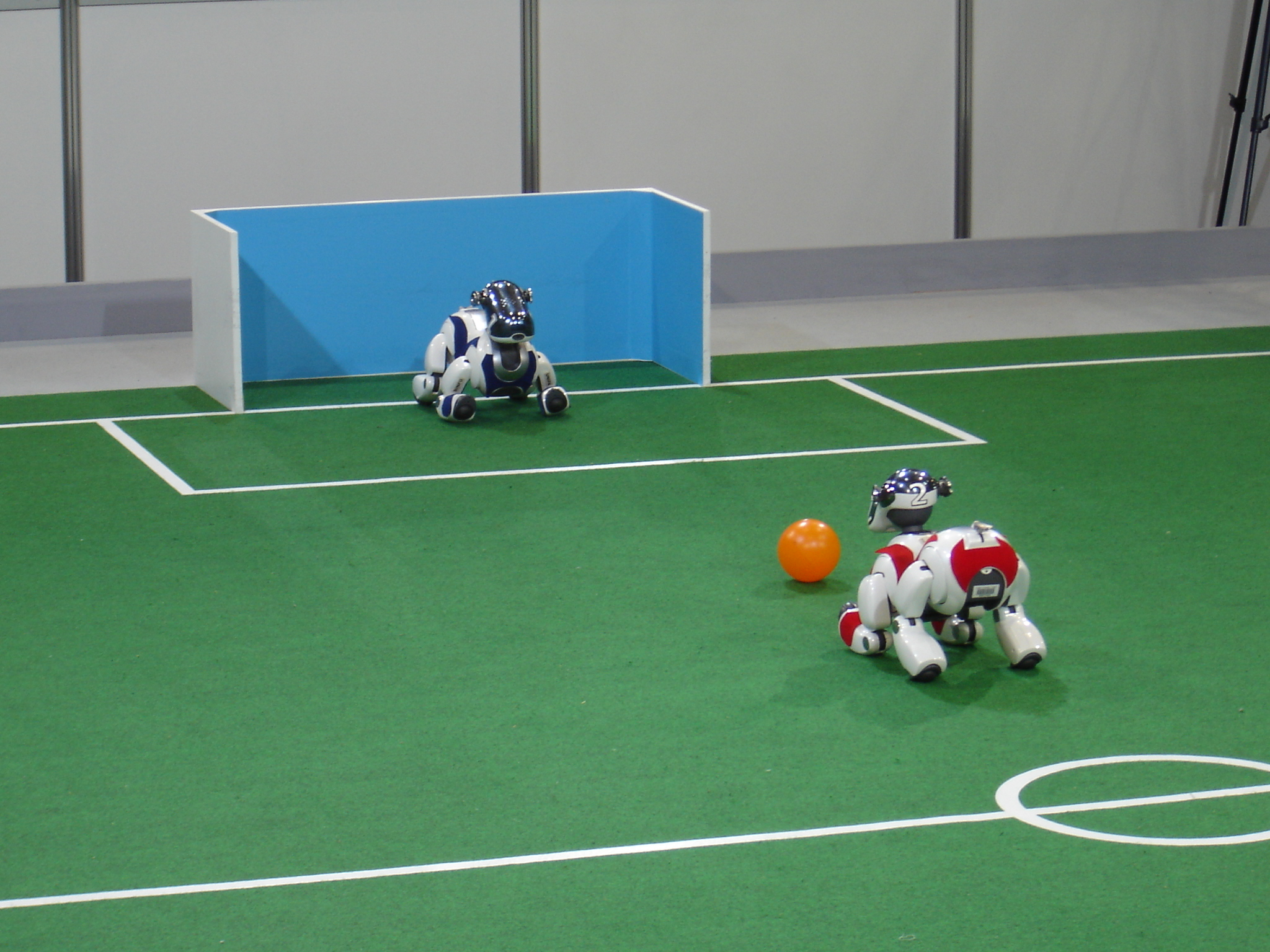
Der Spielzeugroboter Aibo im Turnier

Die meisten roboterähnlichen Spielzeuge sind keine Roboter, da ansonsten sämtliche selbst bewegende Gegenstände als Roboter anzusehen wären. Trotzdem gibt es Roboter, die man als Spielroboter bezeichnet, da ihr automatisierter Funktionsumfang im Wesentlichen keinen arbeits- oder forschungstechnischen Nutzen hat. Ein Beispiel hierfür ist der einem Hund ähnelnde Lauf- und Spielroboter Aibo von Sony oder der Robosapien von WowWee. Diese Spieleroboter werden in der Four-Legged League beim jährlichen Roboterfußball eingesetzt. Seine Produktion wurde trotzdem eingestellt.
Ein weiteres Beispiel ist die Lego-Mindstorms-Serie, die zu Bildungszwecken in Schulen verwendet wird. Es lassen sich allerdings auch umfangreichere Maschinen mit den Mindstorms herstellen, deren Funktionalitäten denen professioneller Serviceroboter entspricht.

### Erkundungsroboter

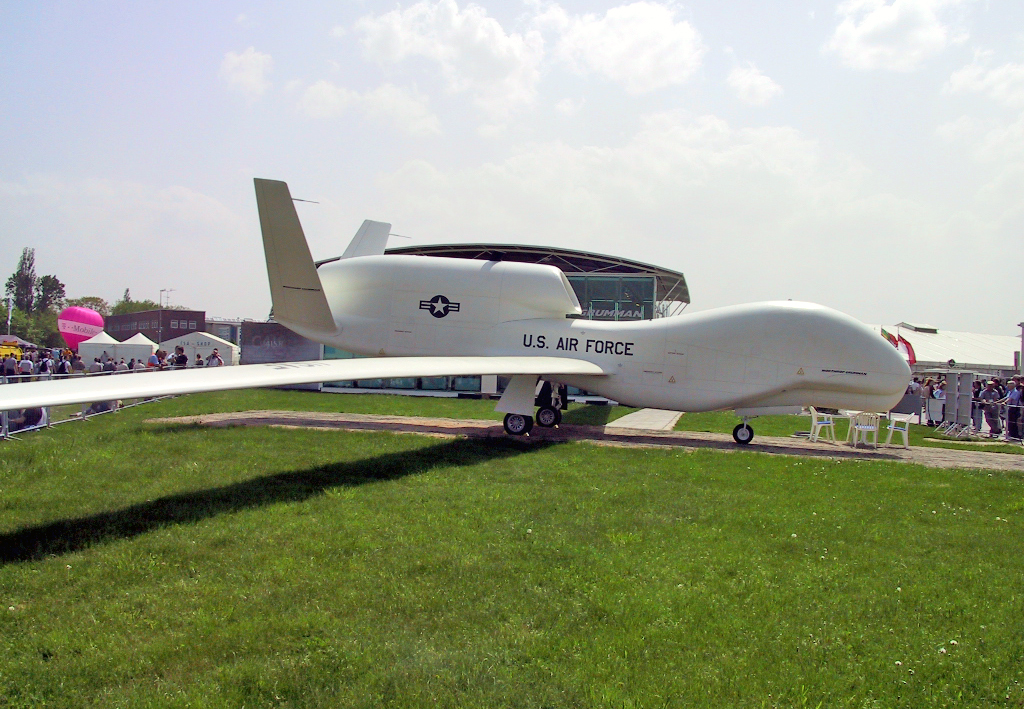
Global Hawk auf der ILA 2002

Unter Erkundungsrobotern versteht man Roboter, die an Orten operieren, die für den Menschen (lebens-)gefährlich oder gar unzugänglich sind und ferngesteuert oder (teilweise) autark operieren. Dies gilt für Gebiete, in denen ein militärischer Konflikt ausgetragen wird. Aber auch für Gegenden, die bisher für den Menschen nur sehr schwer oder gar nicht erreichbar sind, wie die Mond- oder Marsoberfläche. Schon allein wegen der riesigen Entfernung der anderen Planeten ist eine Fernsteuerung von der Erde aus unmöglich, weil die Signale hin und zurück Stunden benötigen würden. In diesen Fällen muss dem Roboter eine Vielzahl von möglichen Verhaltensweisen einprogrammiert werden, wovon er die sinnvollste wählen und ausführen muss.
Zur Erkundung enger Pyramidenschächte, in die Menschen nicht eindringen können, wurden schon mit Sensoren bestückte Roboter eingesetzt. Es wird auch darüber nachgedacht, einen sogenannten Cryobot, der sich durch Eis schmilzt, in den Wostoksee herabzulassen. Dieser ist von der Außenwelt durch eine über drei Kilometer dicke Eisschicht hermetisch abgeriegelt. Forscher vermuten in diesem ein unberührtes Ökosystem, was auf gar keinen Fall durch „oberirdische“ Mikroben kontaminiert werden soll.

#### Militärroboter
Militärroboter sind Roboter, die zu militärischen Aufklärungs- und Kampfzwecken eingesetzt werden. Diese können sich in der Luft, zu Land oder auf und unter Wasser selbstständig also autark bewegen. Beispiele hierfür sind die luftgestützte Global Hawk oder die landgestützte SWORDS. Diese können sowohl zur reinen Selbstverteidigung als auch zum aktiven Angriff auf Ziele Waffen mit sich tragen.

#### Rover und Lander
Unter einem Rover versteht man in der Raumfahrt Roboter, die sich mobil auf der Oberfläche anderer Himmelskörper fortbewegen. Beispiele hierfür sind die Zwillingsroboter Spirit und Opportunity auf dem Mars. Letztere können sich unabhängig von der Bodenkontrolle ihren Weg suchen. Auch nichtmobile Einheiten, sogenannte Lander, können als Roboter bezeichnet werden. Die Mondrover der Apollomissionen waren keine Roboter, weil sie direkt von Menschen gesteuert wurden.

#### Personal Robots
Personal Robots (kurz PR, engl. für „persönlicher Roboter“) sind Roboter, die im Gegensatz zu Industrierobotern dazu bestimmt sind, mit Personen und anderen Personal Robots in Netzwerken zu kommunizieren und zu interagieren. Personal Robots können von einer einzelnen Person bedient, genutzt und gesteuert werden.
Eine Unterteilung in öffentlich genutzte Personal Roboter wie Serviceroboter und personengebundene Personal Roboter wie Spielzeugroboter ist, wie bei den Personal Computern, sinnvoll. Durch die abgeschlossene Konstruktion der PR funktionieren diese Maschinen weitgehend unabhängig, autonom, autark und selbständig. Die Personal Robots sind zunehmend lernfähig. Vielfache Schnittstellen ermöglichen eine Kommunikation in Netzwerken. So mit anderen Robotern, Computern usw. Personal Robots reagieren mit ihren Sensoren auf äußere Einflüsse wie Berührungen, Töne, Laute, optische Veränderungen usw. Personal Robots speichern Daten und Informationen. Erworbene Erfahrungen beeinflussen sie und so realisieren die PRs mit diesen Erkenntnissen ihr weiteres Handeln.

#### Sonstige Erkundungsroboter

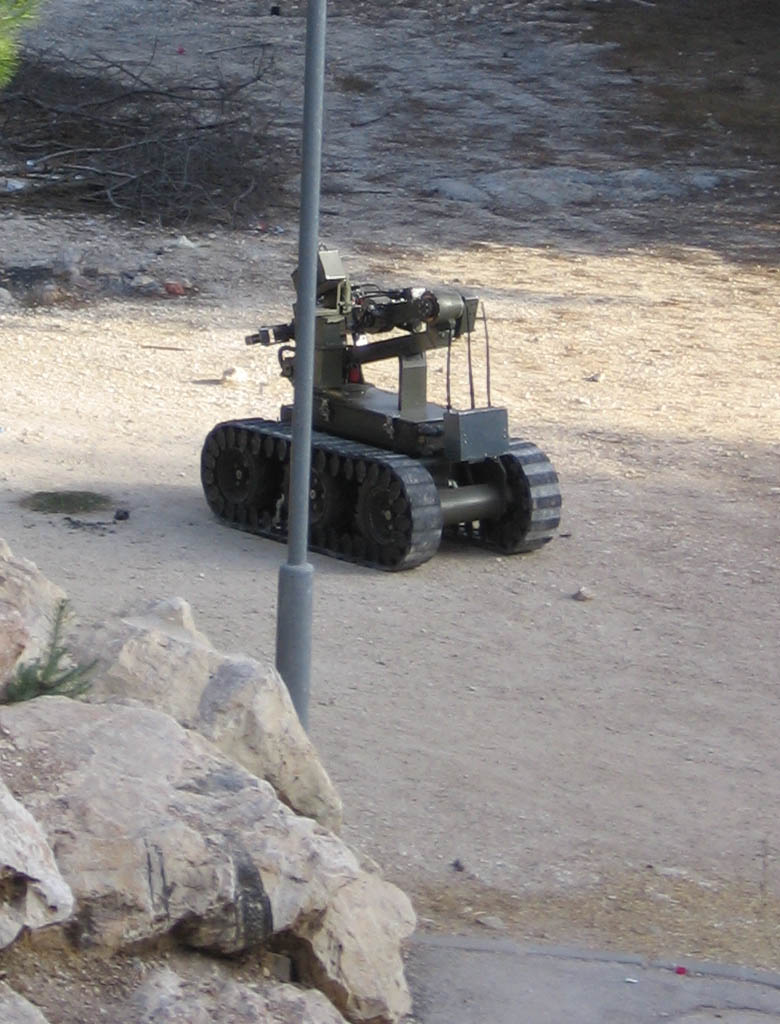
Roboter der israelischen Polizei bei der Untersuchung eines verdächtigen Gegenstandes

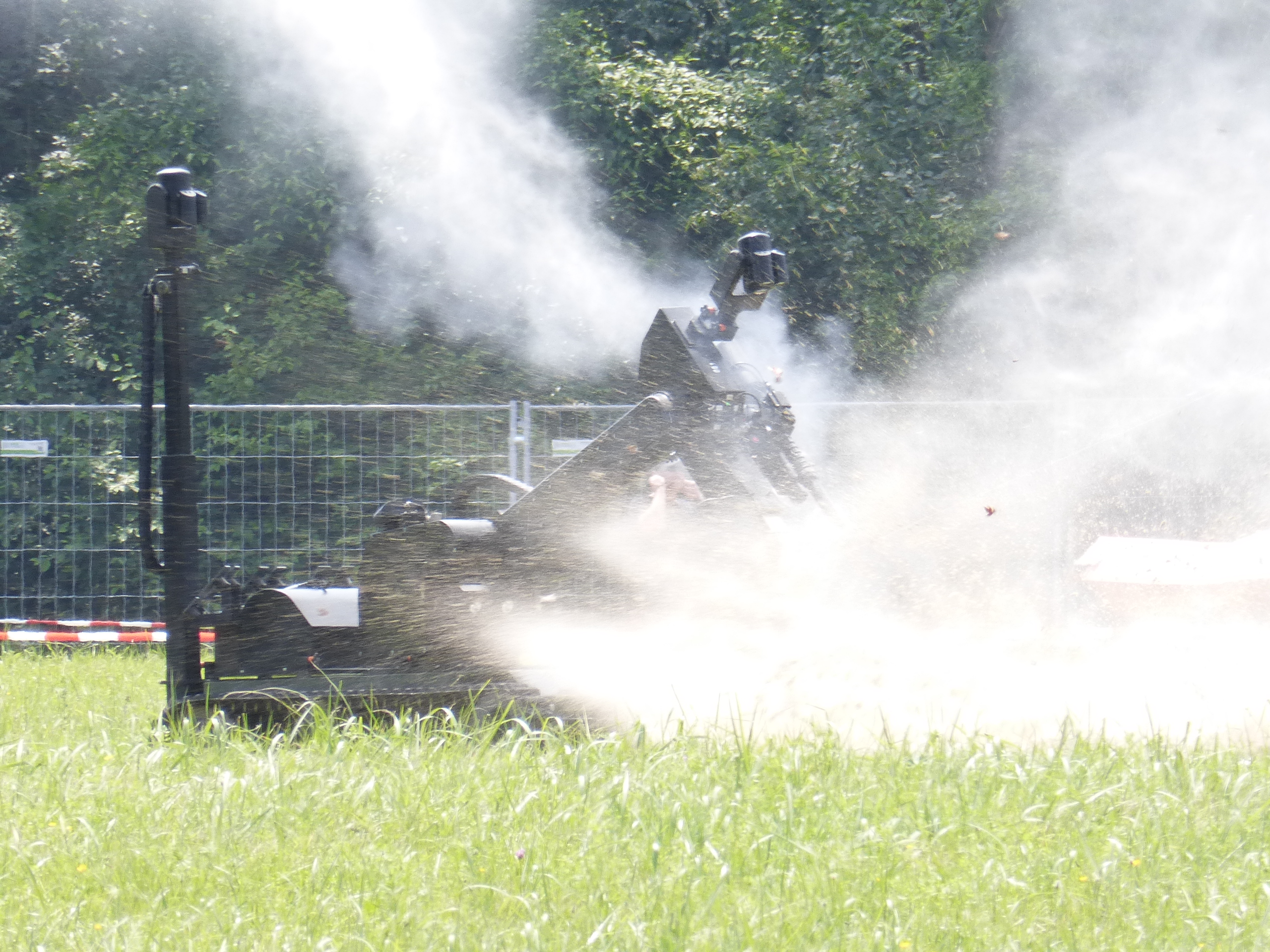
Minenentschärfroboter tEODor der Bundeswehr beim Zerstören einer simulierten Sprengfalle

Ebenfalls als Roboter bezeichnet man mobile Einheiten, die zum Aufspüren, Entschärfen oder Sprengen von Bomben oder Minen eingesetzt werden, wie der sogenannte TALON-Roboter. Auch gibt es Roboter, die in Trümmern nach verschütteten Menschen suchen können, sog. Rettungsroboter (englisch rescue robots). Mittlerweile gibt es auch den sog. Killer-Roboter (vgl. auch Kampfroboter). Autonomous Underwater Vehicles sind autonome Tauchroboter für Aufgaben im Meer.

### Soziale Robotik
Soziale Robotik erforscht Interaktionsmöglichkeiten zwischen Robotern und ihrer Umwelt. Anwendungsmöglichkeiten sind die Autismustherapie für Kinder und die Pflege älterer Menschen. Wichtige Forscher auf dem Gebiet sind Cynthia Breazeal und Frauke Zeller.
Soziale Robotik kann man als Gegenentwurf zu Industrierobotern betrachten. Es fehlt eine praktisch nutzbare Funktion, sie bauen soziale Beziehungen auf und passen sich an ihre Umwelt an. In einigen Diskursen wird die Rolle von „social Robotics“ noch weiter gefasst. So werden Roboter als Lebewesen betrachtet und es wird von Unterordnung in Form eines sozialen Gefälles gesprochen.

#### Geschichte
William Grey Walter hat in den 1940er Jahren Schildkrötenroboter gebaut. Diese sind bekannt geworden unter der Bezeichnung „Tortoises“. Mark W. Tilden hat in den 1990er Jahren sogenannte BEAM Roboter erfunden:

„The BEAM robots follow a similar approach to the early Braitenberg Vehicle designs in that they use simple interlinked behaviours and mostly direct connections between sensors and actuators.“

Ab den 2000er Jahren kam es zu einem Boom von Entwicklungen.
- Kismet (Roboter)[38]
- Leonardo (Roboter)
- Paro (Roboter)
- Aibo
- Hitchbot[39]
- Jibo
- NAO (Roboter)
- Pepper (Roboter)

Viele dieser Roboter können für therapeutische Zwecke angepasst und benutzt werden.

#### Technische Realisierung
Die Hardware besteht aus einem flauschigen Fell, Kulleraugen und Sound-Ausgabe, meist in Anlehnung an einen Teddybär, dazu kommen noch Aktoren, um die Beine und Arme zu bewegen. Die Steuerung erfolgt üblicherweise manuell wie bei den Modellen, die in der Autismustherapie eingesetzt werden. Es gibt aber erste Ansätze Künstliche Intelligenz zu nutzen, genauer gesagt die BDI Architektur, um autonome soziale Roboter zu realisieren.

### Soft Robots
Dazu zählt beispielsweise ein teilautonomer bionischer „Soft Robot“, der dem Druck an der tiefsten Stelle des Ozeans im Marianengraben standhält. Um die Belastung der elektronischen Bauteile durch den immensen Druck in fast 11.000 Metern Tiefe zu reduzieren, verteilten die chinesischen Ingenieure sie eingebettet in dessen weichen Silikonkörper. Die Unterwasserroboter beinhalten künstliche Muskeln und Flügel aus biegsamen Materialien und könnten für die Erforschung der Tiefsee und Umweltüberwachung eingesetzt werden.

### Laborroboter

Ein open-source-Autosampler

Im Jahr 2020 demonstrierten Forscher einen modularen, mobilen Chemiker-Roboter, welcher Laborinstrumente bedienen, nahezu ununterbrochen arbeiten und selbstständig, entsprechend experimenteller Ergebnisse, über seine weiteren Aktionen entscheiden kann. Das „Robot Scientist“-Projekt, welches 2004 gestartet wurde, hatte ein ähnliches Ziel.

### Sonstige Roboterarten
Insbesondere mobile Robotersysteme werden zunehmend an Schulen und Hochschulen zu Ausbildungszwecken eingesetzt. Diese Roboter zeichnen sich durch gute Handhabbarkeit, einfache Programmierung und Erweiterbarkeit aus. Beispiele für sogenannte Ausbildungsroboter sind Robotino oder Lego Mindstorms.
Im nun entstehenden Theaterstück Frankenstein der Salzburger Künstlergruppe gold extra werken Roboter in einem Krankenhaus und „bauen nach alten Plänen einen Menschen nach“.
Es gibt Prototypen von Kochrobotern, die für autonome, dynamische und anpassbare Zubereitung von verschiedenen Mahlzeiten programmiert werden können.
An der Universität Marburg kann ein Roboter den Professor, Jürgen Handke, vertreten.

## Übernahme des Begriffs in der Informatik
In der Informatik werden Computerprogramme, die weitgehend automatisch sich ständig wiederholende Aufgaben abarbeiten, als Bot (Kurzform von Roboter) bezeichnet.

## Rezeption

### Ausstellungen
- Hello Robot, Vitra Design Museum, Weil am Rhein, bis 14. Mai 2017.[53]

### Filmische Dokumentationen
- youtube.com:
  - 2013: VW Golf 7 Produktion Wolfsburg (Industrieroboter)
  - 2014: BMW i3 Factory Production Tour (Industrieroboter)
  - 2016: humanoider Roboter Asimo, Show
    - humanoider Roboter Atlas

  - 2017: auf zwei Rädern rollender Roboter Handle, kostengünstig

## Ausstellung
- 2011: Roboterträume, Museum Tinguely, Basel und Kunsthaus Graz